# D51型煤水蒸汽火車頭 (新北市)
编号DT675的D51型煤水蒸汽火車頭陳列在新北市艺文中心蒸汽機車展示館，是台灣新北市文化資產之一，亦是台灣第一輛被登錄為古物的蒸汽火車。

## 特點
這輛D51型煤水蒸汽火車頭的編號是DT675，由日立製作所在第二次世界大戰前製成，於1934年經海路運到台灣；此類火車是台灣最大型的蒸汽火車，當地的同類火車頭有37輛。這款火車用作載貨，重量為124,460公斤，主要材質為鋼鐵，最高時速為70公里；火車在平路上的最大牽引力是17,000公噸，在斜坡上則是850公噸。露天的駕駛艙用作燒煤，負責燒煤的人員要接受最少半年的訓練，工作時一隻手用來鏟煤、另一隻手控制火爐門開關。

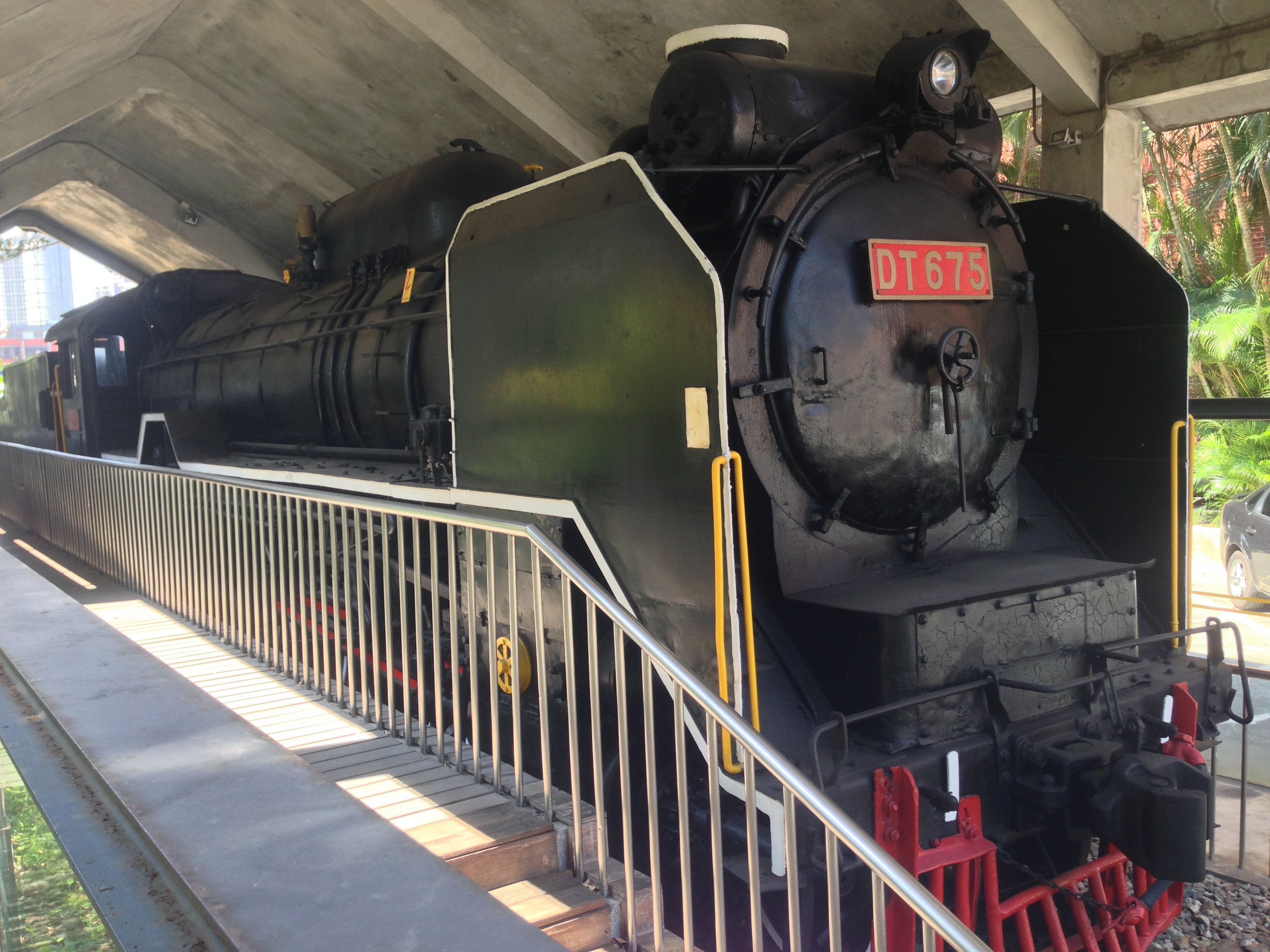
D51型煤水蒸汽火車頭

在台灣日本時代，D51型煤水蒸汽火車行駛的鐵路線是由萬華出發、途經板橋來到樹林區。其後，火車在台灣西部的鐵路系統縱貫線行駛了近40年，被認為是台灣奇蹟的促成者之一。1983年，這列火車退役，由臺灣鐵路管理局以抽籤的方式分配給各縣市。退役後的火車本來置於嘉義機務段的車庫，後在1990年贈予台北縣政府（即現在的新北市政府）。火車頭運抵新北市板橋區的板橋車站後，原是要送到新北市藝文中心，但連接兩者的文化路當時尚未拓寬；運送人員要封鎖整條路，使用大型的拖吊車和起重機，方能在兩天後把火車安置到藝文中心。到了2007年，原先的37輛同類火車頭只剩下四輛。

## 保護和推廣
2007年9月，依據《文化資產保存法》和《古物分級登錄指定及廢止審查辦法》，D51型煤水蒸汽火車頭被評為新北市文化資產中的一般古物，由此成為台灣第一輛被登錄為古物的蒸汽火車。新北市政府文化局舉辦了「火車快飛—文化局蒸汽火車頭導覽活動計畫」，歡迎學校和團體預約參觀存放在新北市藝文中心蒸汽火車展示館的火車頭。2015年12月，新北市政府成功爭取補助，開始對古蹟山佳車站進行修復和開發，結合D51型煤水蒸汽火車頭，將車站發展為「鐵道地景公園」；此項工程預計在2016年8月完成。